# MAN M90
MAN M90 — середньотонажна вантажівка оновленої гами компанії MAN. Фактично, вантажівка була полегшеною версією важкого F90 і використовувала ту ж кабіну. Повна маса різних версій M90 була 12-18 т. Вони комплектувалися двигунами потужністю 150, 192 або 232 к.с. В 1994—1996 роках вся гамма вантажівок MAN зазнала оновлення і стала називатися «2000», а модель M90 — M2000.